# Prawo opcji
Prawo opcji (opcja z łac. optio) – dawna instytucja polskiego prawa. W przepisach dotyczących obywatelstwa prawo opcji pozwalało zrzec się obywatelstwa dziecka (art. 6 ust. 1 i 2 uchylonej ustawy z 15 lutego 1962 r. o obywatelstwie polskim), gdy jeden z rodziców był cudzoziemcem.
W obecnie obowiązującej ustawie o obywatelstwie polskim z 2 kwietnia 2009 r. z późniejszymi zmianami prawo opcji nie jest wymienione. Dziecko, którego chociaż jeden rodzic jest obywatelem polskim, nabywa obywatelstwo polskie przez urodzenie.